# Godba Cerknica
Kulturno društvo Godba Cerknica je v letu 2009 praznovalo 85. obletnico svojega obstoja. Godba šteje 50 članov, v okviru kulturnega društva pa je bila leta 1992 ustanovljena tudi mažoretna skupina »Mažorete Godbe Cerknica«, ki sedaj deluje že kot samostojno mažoretno in plesno društvo.
Godba Cerknica je svojo kakovostno raven začela po 2. svetovni vojni primerjati z drugimi šele leta 1975, in sicer na tekmovanju Združenja pihalnih orkestrov v Desklah pri Anhovem. Pri tem velja omeniti, da je bila pred vojno ena najkakovostnejših v takratni Dravski banovini. V letu 1988 je društvo načrtno začelo tekmovati s ciljem napredovanja in že leta 1994 je lahko nastopilo na tekmovanju 1. težavnostne stopnje Zveze slovenskih godb, kjer je tudi osvojilo srebrno plaketo. Ta uspeh je ponovilo leta 1999 v Krškem.
Velik uspeh je Kulturno društvo Godba Cerknica doseglo v letu 2005, ko je na državnem tekmovanju Zveze slovenskih godb v prvi težavnostni skupini godba dosegla zlato plaketo s pohvalo in pridobila možnost nastopanja v najvišji, koncertni skupini. V njej se je prvič predstavila 20. maja 2012 v Laškem, kjer je potekalo 32. tekmovanje ZSG v koncertni težavnostni stopnji. Mednarodna žirija pod vodstvom Pietra Jansna ji je prisodila 91,67 točke in zlato plaketo. V konkurenci osmih orkestrov je bil to 2. najboljši rezultat.
Sedanja kakovostna raven je posledica stalne skrbi za izobraževanje. Že več kot 10 glasbenikov, ki so glasbeno pot začelo pri godbi, je doseglo višjo glasbeno izobrazbo, med njimi so tudi profesionalni glasbeniki (člani ansamblov SNG Opere, Orkestra slovenske policije, Orkestra slovenske filharmonije, učitelji v glasbenih šolah in študenti glasbe).
Decembra 2009 je društvo priredilo že 35. Novoletni koncert, samostojni projekt, ki je že leta najbolj množično obiskana kulturna prireditev v Cerknici. Poleg novoletnega koncerta ima godba še en večji vsakoletni koncert, to je Poletni večer, ki je od leta 2000 do zdaj postal tudi osrednja prireditev ob državnem prazniku, Dnevu državnosti, 25. junija.
Godba izdala eno avdio kaseto (Budnica za 2001 leta 1994) in pet zgoščenk (Presenečenja leta 1999, Štalca leta 2004 in Godba gre v živo leta 2009, Še veš… in  Solissimo leta 2016, ki jo je Zveza slovenskih godb razglasila za najboljšo zgoščenko v letu 2015 in 2016).
Godba je nastopila tudi na treh izvedbah mednarodnega tekmovanja "Slovenija Open", ki ga organizira Javni sklad Republike Slovenije za kulturne dejavnosti (JSKD). Leta 2004 je pod vodstvom dirigenta Uroša Polanca v Velenju v težavnostni skupini B osvojila 7. mesto in srebrno plaketo. Z istim dirigentom je orkester v Novem mestu leta 2007 igral v najvišji težavnostni skupini A in prav tako osvojila srebrno plaketo. Tri leta kasneje v Velenju, na 4. Mednarodnem tekmovanju pihalnih orkestrov v koncertnem igranju "Slovenija 2010" pa je Godba prejela eno najvišjih priznanj v svoji zgodovini, ko je v težavnostni skupini A za svoj nastop od žirije dobila podeljenih, od stotih možnih, kar 95,7 točke. To ji je prineslo zlato plaketo s posebno pohvalo in skupno 2. mesto, z le 0,4 točke manj od priznanega Pihalnega orkestra Premogovnika Velenje. Posebno nagrado za najboljšega dirigenta je na tem tekmovanju prejel prav dirigent Cerkničanov. Mitja Dragolič. Slednji je še vedno vodja orkestra.
Nadaljevanje kakovostne ravni vsekakor predstavlja zlata plaketa, ki so jo godbeniki osvojili na 32. tekmovanju slovenskih godb na koncertni težavnostni stopnji v maju 2012 v Laškem, vrhunec pa zlata plaketa s posebno pohvalo na 35. tekmovanju slovenskih godb na koncertni težavnostni stopnji v maju 2015 v Mariboru in pokal za absolutno prvo mesto, uspeh pa je ponovila leta 2019 na 39. tekmovanju slovenskih godb v Krškem, ter tako že drugič zapored po letu 2015 postala najboljši pihalni orkester v Sloveniji. 